# Вулкан Сарычева
Вулкан Са́рычева (вулкан Пик Сарычева) — действующий стратовулкан типа сомма-везувий на острове Матуа Большой Курильской гряды; один из наиболее активных вулканов Курильских островов. В 1805 году И. Ф. Крузенштерн назвал его по фамилии русского мореплавателя и гидрографа Г. А. Сарычева.

## История открытия и имянаречения
Имя Сарычева вулкану дано в 1805 г. капитаном И.Ф.Крузенштерном в честь адмирала Гавриила Андреевича Сарычева (1763-1831). Этот мореплаватель, полярный исследователь, географ и гидрограф, почётный член Петербургской Академии проводил съёмку Восточно-Сибирского, Чукотского и Берингова морей, Курильских и Алеутских островов, Аляски. Крузенштерн дал имя Сарычева этому пику, так как он «… первый определил с величайшей точностью положение острова, на котором стоит сей пик». Сей пик Сарычев определял в возрасте 22 лет, участвуя в 1785-1793 гг. в экспедиции Биллингса, и сделал это опосредованно – описывать Матуа Сарычев послал геодезистов Гилёва и Алексеева.

## Строение и извержения
Представляет собой стратовулкан с вершинным кратером. Высота 1446 м. Сильная фумарольная активность.
Центральный конус вулкана расположен внутри кальдеры шириной 3-3,5 км, которая открыта с юго-запада. Свежие лавовые потоки андезито-базальтового состава текут по всем сторонам вулкана. Извержения вулкана были в 1760 году, 1878—1879 годах, 1923, 1928 (сильное), 1930 (сильное), 1946 (сильное), 1954, 1960, 1965, 1976 (сильное) и 2009 (сильное). Характер извержений — как спокойная эффузия, так и взрывные процессы. В ходе сильного извержения вулкана Сарычева в 1946 году пирокластические потоки достигли моря.

### Извержение 2009 года
Ранняя стадия извержения 2009 года была зафиксирована 12 июня с борта Международной космической станции. Ударная волна разогнала облака, и астронавты смогли заснять эруптивную колонну, увенчанную облаком-шапкой. Наиболее сильная вулканическая деятельность происходила с 12 по 15 июня 2009 года. Она проявлялась в сходе пирокластических потоков, пирокластических волнах, истечении лавовых потоков. Пирокластические потоки достигли моря и в некоторых местах его берег отступил на 400 метров. Эти потоки накрыли снежники в юго-восточной части вулкана, что вызвало интенсивное таяние снега и, как результат, сход лахаров. Выделено два лавовых потока, каждый длиной свыше 2 км и шириной свыше 100 м. В результате этого извержения площадь острова увеличилась на 1,5 км², а поверхность вулкана опустилась на 40 мм и сдвинулась на север примерно на 30 мм. На площади до 30 км² погибла растительность, в частности, заросли ольховника.
Извержению был присвоен коэффициент эксплозивности 4, было выброшено приблизительно 400 тыс. м³ тефры.

## Галерея

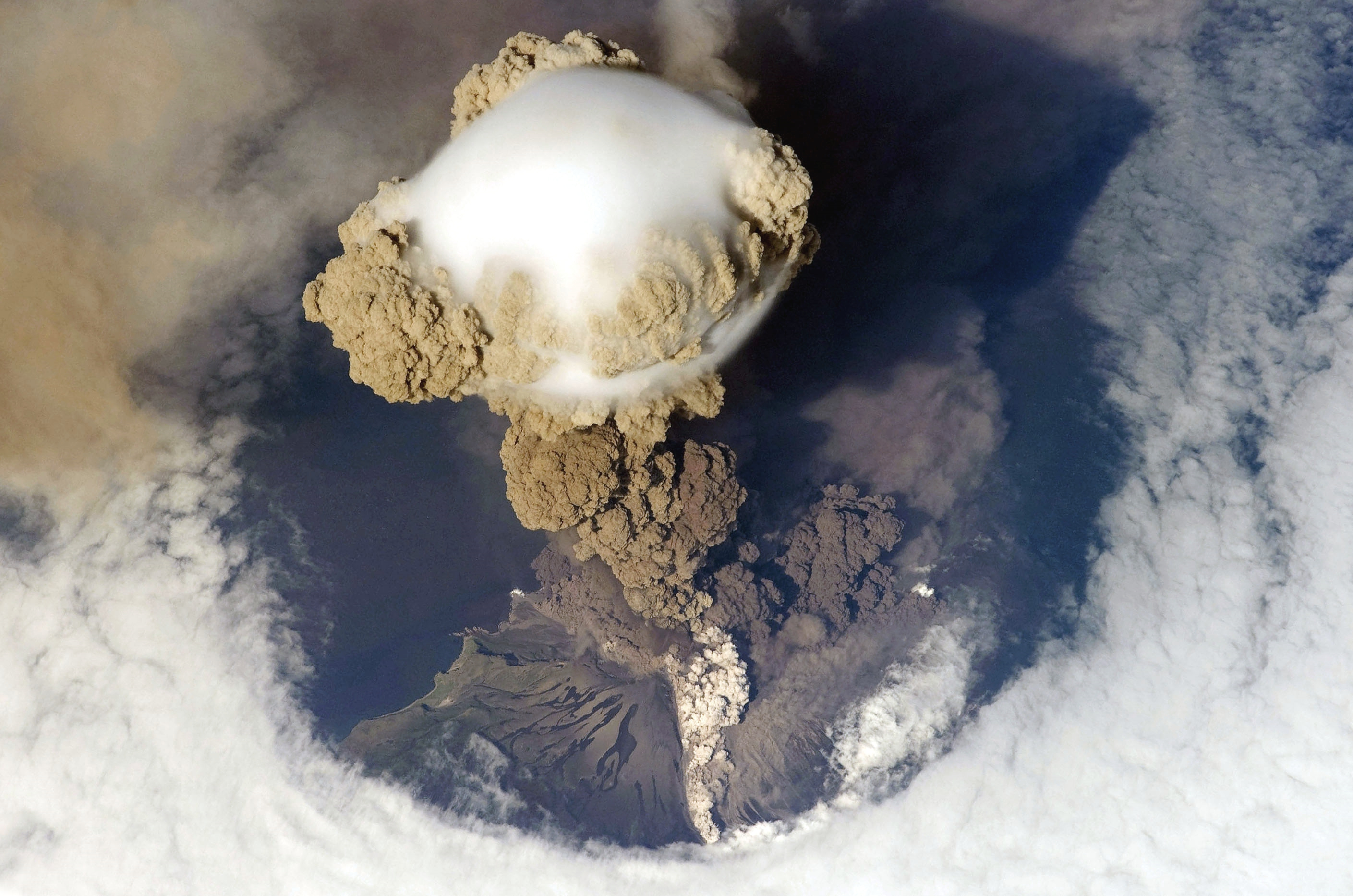
Извержение вулкана, 12 июня 2009
- Анимация извержения, 12 июня 2009
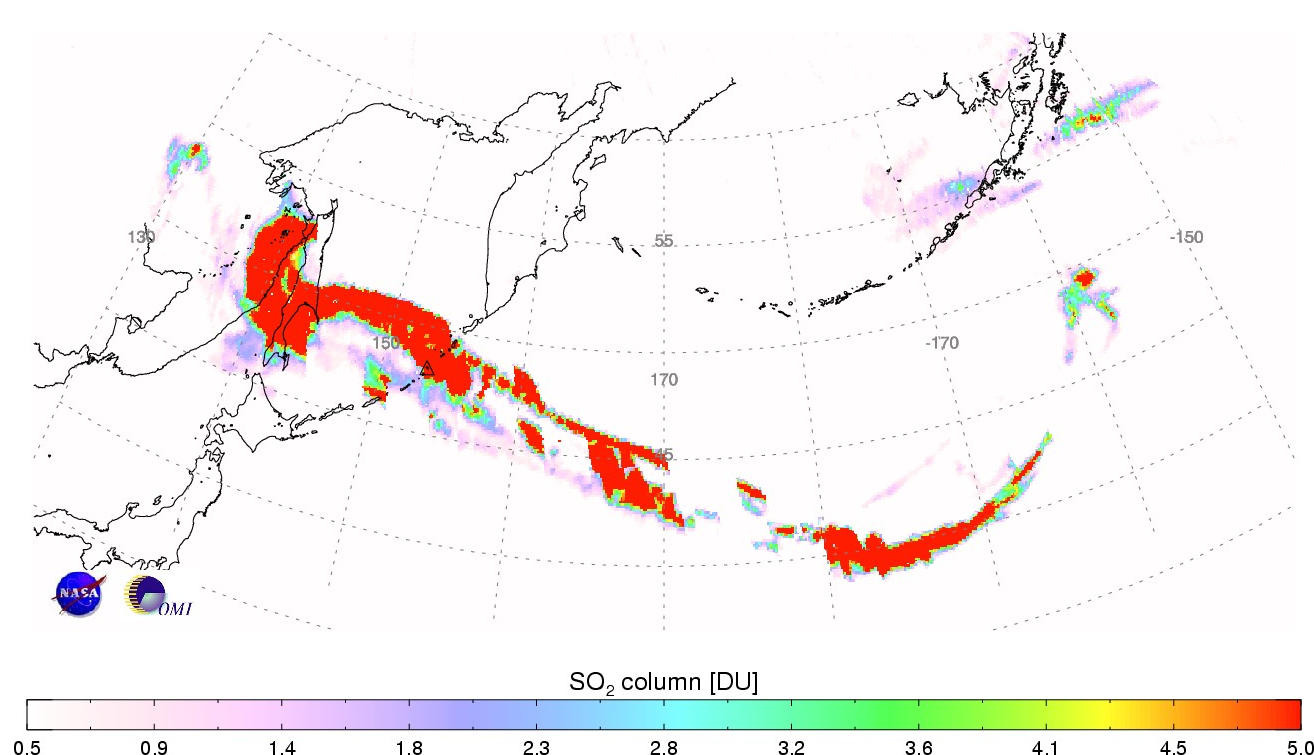
Среднее значение концентрации оксида серы 10—17 июня 2009 г в облаке от извержения